# Vaggsång till Jesus
Vaggsång, Somna nu lilla barn eller Vaggsång för en liten timmerman är en svensk julsång från 1971, med text av Britt G. Hallqvist och musik av Bertil Hallin. Visan trycktes första gången 1971 i vishäftet "Det visste inte kejsarn om" på Verbum Förlag AB. Samlingen innehåller 20 visor som berättar om personer och händelser i Nya Testamentet om Jesu liv. Sångerna sjöngs in på skiva av Ulla Neumann, som gav ut dem i Danmark, Norge och Sverige. Visan återfinns också i Barnens svenska sångbok (1999), i Nya barnpsalmboken (2001) liksom i ett 20-tal andra visböcker.
Sången är gjord som en vaggsång som Maria sjunger för Jesus, och hon tänker att Jesus skall bli timmerman precis som Jesus världsliga pappa Josef, men samtidigt tänker hon på det ängeln enligt Bibeln sade, och de tre vise männens gåvor.

## Publikation
- Barnens svenska sångbok, 1999, under rubriken "Året runt".

## Inspelningar
En tidig inspelning, under titeln Vaggsång, gjordes av en kör med 10-13-åringar från Immanuelskyrkan i Norrköping på albumet Hela jorden sjunger 1976.